# Lista de governadores das unidades federativas do Brasil (1995–1999)
Esta é uma lista dos governadores das 27 unidades federativas do Brasil durante o mandato 1995-1999.
Para efeito de informação foi considerada a extensão dos mandatos originalmente previstos em lei. No caso em tela eles se estenderam de 1º de janeiro de 1995 a 1º de janeiro de 1999. Nesse interregno foi promulgada a Emenda Constitucional nº 16 de 04 de junho de 1997 que instituiu o direito a reeleição para os ocupantes de cargos executivos.
| Bandeira | Unidade federativa  | Abreviação | Governador            | Partido | Mandato   | Notas                  |
| -------- | ------------------- | ---------- | --------------------- | ------- | --------- | ---------------------- |
|          | Acre                | AC         | Orleir Cameli         | PPR     | 1995-1999 |                        |
|          | Alagoas             | AL         | Divaldo Suruagy       | PMDB    | 1995-1999 | Renunciou em 1997      |
|          | Amapá               | AP         | João Capiberibe       | PSB     | 1995-1999 |                        |
|          | Amazonas            | AM         | Amazonino Mendes      | PPR     | 1995-1999 |                        |
|          | Bahia               | BA         | Paulo Souto           | PFL     | 1995-1999 | Eleito senador em 1998 |
|          | Ceará               | CE         | Tasso Jereissati      | PSDB    | 1995-1999 |                        |
|          | Distrito Federal    | DF         | Cristovam Buarque     | PT      | 1995-1999 |                        |
|          | Espírito Santo      | ES         | Vitor Buaiz           | PT      | 1995-1999 |                        |
|          | Goiás               | GO         | Maguito Vilela        | PMDB    | 1995-1999 | Eleito senador em 1998 |
|          | Maranhão            | MA         | Roseana Sarney        | PFL     | 1995-1999 |                        |
|          | Mato Grosso         | MT         | Dante de Oliveira     | PDT     | 1995-1999 |                        |
|          | Mato Grosso do Sul  | MS         | Wilson Martins        | PMDB    | 1995-1999 |                        |
|          | Minas Gerais        | MG         | Eduardo Azeredo       | PSDB    | 1995-1999 |                        |
|          | Pará                | PA         | Almir Gabriel         | PSDB    | 1995-1999 |                        |
|          | Paraíba             | PB         | Antônio Mariz         | PMDB    | 1995-1999 | Faleceu em 1995        |
|          | Paraná              | PR         | Jaime Lerner          | PDT     | 1995-1999 |                        |
|          | Pernambuco          | PE         | Miguel Arraes         | PSB     | 1995-1999 |                        |
|          | Piauí               | PI         | Mão Santa             | PMDB    | 1995-1999 |                        |
|          | Rio de Janeiro      | RJ         | Marcelo Alencar       | PSDB    | 1995-1999 |                        |
|          | Rio Grande do Norte | RN         | Garibaldi Alves Filho | PMDB    | 1995-1999 |                        |
|          | Rio Grande do Sul   | RS         | Antônio Brito         | PMDB    | 1995-1999 |                        |
|          | Rondônia            | RO         | Valdir Raupp          | PMDB    | 1995-1999 |                        |
|          | Roraima             | RR         | Neudo Campos          | PTB     | 1995-1999 |                        |
|          | Santa Catarina      | SC         | Paulo Afonso Vieira   | PMDB    | 1995-1999 |                        |
|          | São Paulo           | SP         | Mário Covas           | PSDB    | 1995-1999 |                        |
|          | Sergipe             | SE         | Albano Franco         | PSDB    | 1995-1999 |                        |
|          | Tocantins           | TO         | Siqueira Campos       | PPR     | 1995-1999 | Renunciou em 1998      |

A partir de 1994 as eleições brasileiras passaram a coincidir (exceto pelas refregas municipais) graças a redução do mandato presidencial e a instituição do direito a reeleição para os ocupantes de cargos executivos. Naquele ano o pleito foi marcado pelo Plano Real cujos efeitos sobre a economia foram capazes de eleger o senador Fernando Henrique Cardoso presidente em primeiro turno revertendo o favoritismo inicial de Luiz Inácio Lula da Silva.
Embora derrotado nas eleições presidenciais o PMDB elegeu o maior número de governadores ao passo que o PSDB triunfou nas maiores unidades federativas do país: São Paulo, Minas Gerais e Rio de Janeiro. Na Paraíba o titular faleceu no exercício do cargo sendo substituído por José Maranhão.
Seis antigos governadores retornaram ao poder nesse ano sendo que Divaldo Suruagy renunciou ao cargo em meio a uma grave crise político-administrativa.